# Supercopa de Argelia
La Supercopa de Argelia es un torneo de fútbol de Argelia que enfrenta anualmente al campeón del Championnat National de Première Division y al vencedor de la Copa de Argelia, se disputó por primera vez en 1981 y es organizada por la Championnat National de Première Division.

## Historia
La Supercopa de Argelia es una competición reciente del fútbol argelino. Este es un evento que se lleva a cabo en un solo encuentro entre los ganadores de la Copa de Argelia y la Championnat National de Première Division. Por lo general, la reunión tiene su domicilio en el Stade 5 Juillet 1962 de Argel, el estadio nacional de Argelia.
En 1973, una semana antes del comienzo del campeonato, se organizó un partido entre el JS Kabylie actual campeón de Argelia y el MC Alger ganador de la Copa de Argelia. Argelia en el Stade du 5-Juillet-1962. El JSK ganó este partido de gala por 3 goles a 2. Aunque el encuentro fue principalmente amistoso, la idea de una competición tipo "Supercopa" acababa de germinar en la mente de los líderes del fútbol argelino.
Al alinearse con otras naciones futbolísticas, la Federación de Fútbol de Argelia organizó en 1981 una nueva competencia llamada "Supercopa" durante la cual el campeón nacional y el ganador de la Copa en Argelia la misma temporada se enfrentaron en Argel para obtener este 1 trofeo Esta primera edición estuvo marcada por la victoria del RC Kouba 1er ganador de esta competición con un marcador de 3 goles a 1 frente al USM Alger. Esta competición se jugará activamente hasta 1995 hasta su última edición con un ganador diferente cada año. Sin embargo, el 'Súper' no tuvo el fervor popular como se esperaba dado el contexto de crisis social y política que vive el país.
En 2006, un patrocinador rico, la empresa "Ring", el representante oficial de Nokia en Argelia tuvo la idea de actualizar la competencia. Dados los acuerdos de patrocinio entre los dos socios, FAF Ring y para promover este desafío en un período de contrato de 4 años, la reunión se realizaría cada 1 de noviembre después de la temporada para obtener 2 títulos. Este año no fue elegido al azar, ya que los partidarios de los dos títulos que son la Copa de Argelia y la Championnat National de Première Division fueron respectivamente MC Algiers y JS Kabylie, son los dos clubes más famosos y exitosos del fútbol argelino. Sin embargo, se acordó que siempre sería la FAF la que organizaría la competición y el patrocinador único del "Anillo".
Finalmente pasado el año 2007, la prueba fue nuevamente abandonada por diversas razones. La edición de 2008, que iba a colocar entre los dos clubes en títulos nacionales de Kabyle como el JS Kabylie y JSM Bejaia, se canceló debido a Kabyle, pero normalmente la declaración del paquete el trofeo regresa a bougiotes a pesar de la vanidad. Protestas interesadas pero no cambió nada.
En 2009, los actuales campeones de la ES Sétif y ganador de la Copa del CR Belouizdad corrieron la misma suerte debido a la apretada agenda de la FAF, cuya prioridad se centró en la posible clasificación de la equipo nacional para la Copa del Mundo en Sudáfrica.
No fue hasta el año 2013 para volver a revisar la competición pero esta vez coorganizada por la Federación de Fútbol de Argelia y la Liga de Fútbol Profesional, con los participantes como ES Sétif y USM Alger.

## Finales
| Temporada | Campeón       | Resultado        | Finalista      | Sede de la final                    |
| --------- | ------------- | ---------------- | -------------- | ----------------------------------- |
| 1981      | RC Kouba      | 3 - 1            | USM Alger      | Stade 20 Août 1955, Argel           |
| 1982–1991 | No disputada  | No disputada     | No disputada   |                                     |
| 1992      | JS Kabylie    | 4 - 2            | MC Oran        | Stade 5 Juillet 1962, Argel         |
| 1993      | No disputada  | No disputada     | No disputada   |                                     |
| 1994      | US Chaouia    | 1 - 0            | JS Kabylie     | Stade 5 Juillet 1962, Argel         |
| 1995      | CR Belouizdad | 1 - 0            | JS Kabylie     | Stade 5 Juillet 1962, Argel         |
| 1996–2005 | No disputada  | No disputada     | No disputada   |                                     |
| 2006      | MC Alger      | 2 - 1            | JS Kabylie     | Stade 5 Juillet 1962, Argel         |
| 2007      | MC Alger      | 4 - 0            | ES Sétif       | Stade 5 Juillet 1962, Argel         |
| 2008–2012 | No disputada  | No disputada     | No disputada   |                                     |
| 2013      | USM Alger     | 2 - 0            | ES Sétif       | Stade Mustapha Tchaker, Blida       |
| 2014      | MC Alger      | 1 - 0            | USM Alger      | Stade Mustapha Tchaker, Blida       |
| 2015      | ES Sétif      | 1 - 0            | MO Béjaïa      | Stade Mohamed Hamlaoui, Constantina |
| 2016      | USM Alger     | 2 - 0            | MC Alger       | Stade Mustapha Tchaker, Blida       |
| 2017      | ES Sétif      | 0 - 0 (4-2 pen.) | CR Belouizdad  | Stade Mohamed Hamlaoui, Constantina |
| 2018      | USM Bel-Abbès | 1 - 0            | CS Constantine | Stade Mustapha Tchaker, Blida       |
| 2019      | CR Belouizdad | 2 - 1            | USM Alger      | Stade 5 Juillet 1962, Argel         |
| 2020–2023 | No disputada  | No disputada     | No disputada   |                                     |

## Títulos por club
| Club           | Campeón | 2° | Años campeón           |
| -------------- | ------- | -- | ---------------------- |
| MC Alger       | 4       | 1  | 2006, 2007, 2014, 2024 |
| USM Alger      | 2       | 3  | 2013, 2016             |
| ES Sétif       | 2       | 2  | 2015, 2017             |
| CR Belouizdad  | 2       | 2  | 1995, 2019             |
| JS Kabylie     | 1       | 3  | 1992                   |
| RC Kouba       | 1       | -  | 1981                   |
| US Chaouia     | 1       | -  | 1994                   |
| USM Bel-Abbès  | 1       | -  | 2018                   |
| MC Oran        | -       | 1  | -----                  |
| MO Béjaïa      | -       | 1  | -----                  |
| CS Constantine | -       | 1  | -----                  |